# Электроника ИАД-1
Электроника ИАД-1 — бытовой сфигмоманометр-полуавтомат производства СССР. В отличие от современных тонометров, которые «слышат» тоны Короткова через шланг, у этого датчик (пьезоэлектрический, типа ДТК-1М) встроен в манжету и подключается отдельным кабелем. Имеет пневмовыключатель, автоматически подающий питание при наличии давления в шланге.

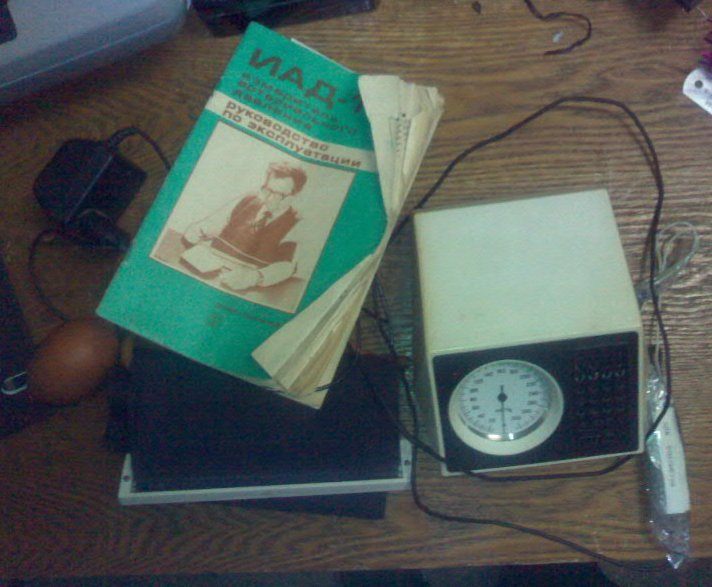
Тонометр-полуавтомат «Электроника ИАД-1»

Тонометр относится к классу полуавтоматических. Он не содержит электродвигателя и компрессора для нагнетания воздуха в манжету. Вместо этого он снабжён резиновой грушей, как у обычного «ручного» тонометра. Измерение артериального давления прибором «Электроника ИАД-1» производится так же, как «ручным» тонометром. Пользователь также следит за показаниями манометра и сопоставляет их с моментами появления и исчезновения тонов Короткова. Однако «прослушивание» этих тонов осуществляет не непосредственно пользователь через фонендоскоп, а электронное устройство, сопровождающее каждый из них хорошо заметными вспышкой светодиода типа АЛ307Б и акустическим сигналом, излучаемым пьезоэлектрическим звукоизлучателем типа ЗП-1.
При пользовании тонометром манжету следует располагать выше локтя (как и у любого другого тонометра), шлангом и кабелем вниз, а датчик должен быть обращён к артерии, иначе он ничего не «услышит». Также следует иметь в виду, что, согласно руководству по эксплуатации, после замены датчика необходима повторная поверка прибора.
Электронная схема тонометра выполнена на пяти кремниевых транзисторах типа КТ315Б, выполняющих обработку сигнала с датчика, и одной микросхеме К176ЛА7, осуществляющей генерацию акустических сигналов.
Экземпляры аппарата, выпущенные предприятиями, не относящимися к МЭП, не носят товарного знака «Электроника», и обозначаются просто как ИАД-1. Существуют также экземпляры тонометра ИАД-1, выполненные в чёрном корпусе.